# Tony Secunda
Tony Secunda, celým jménem Anthony Michael Secunda (24. srpna 1940 – 12. února 1995) byl anglický manažer. Narodil se ve městě Epsom v hrabství Surrey na jihovýchodě Anglie. Později se stal manažerem rockové skupiny The Moody Blues a během své kariéry pracoval s mnoha dalšími hudebníky a skupinami, mezi které patří například Marc Bolan, Marianne Faithfull a The Move. Zemřel v roce 1995 ve věku 54 let na infarkt.